# Конево (Харовский район)
Конево — деревня в Харовском районе Вологодской области.
Входит в состав Кубенского сельского поселения, с точки зрения административно-территориального деления — в Кубинский сельсовет.
Расстояние до районного центра Харовска по автодороге — 21 км, до центра муниципального образования Сорожина по прямой — 1 км. Ближайшие населённые пункты — Гридинская, Сорожино, Башманово.
По переписи 2002 года население — 6 человек.